# Loofboom

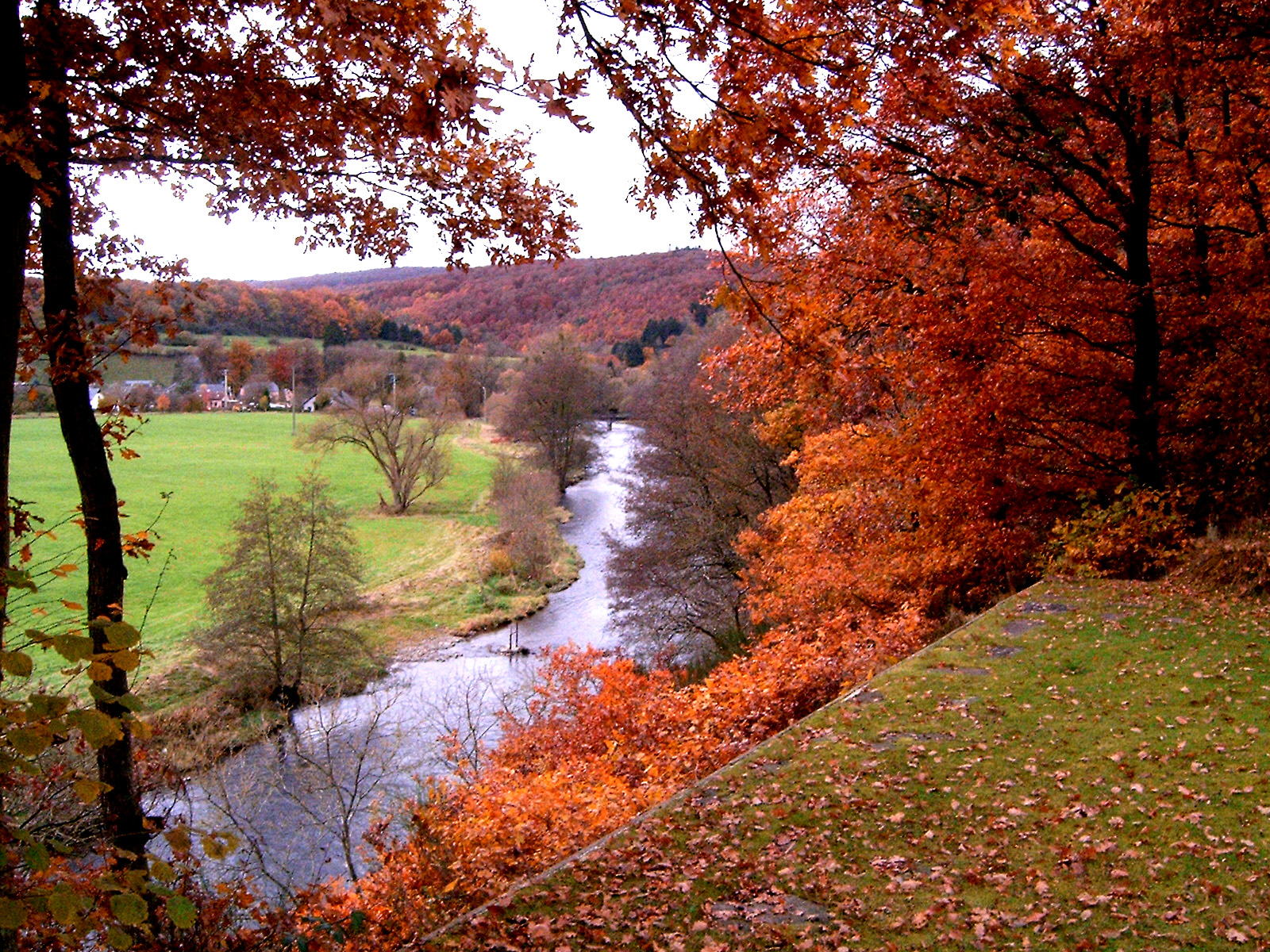
Veel loofbomen verliezen in de herfst hun bladeren

Loofboom is een term die gebruikt wordt om onderscheid te maken met "naaldbomen", waarbij de bladeren veelal zijn gevormd als naalden of schubben. In tegenstelling tot naaldbomen horen loofbomen tot de Angiospermae (bedektzadigen of bloemplanten). Een loofboom heeft vlakke bladeren. 
In gematigde klimaatzones verliezen de meeste loofbomen in de herfst hun bladeren en overwinteren als kale boom, waardoor ze in deze periode niet kunnen fotosynthetiseren. In de tropische gebieden hebben bladeren een langere levensduur dan een jaar en zijn veel boomsoorten groenblijvend, maar sommige soorten loofbomen verliezen hun bladeren in het droge seizoen. Door het verlies van de bladeren wordt de verdamping sterk beperkt, wat vooral belangrijk is als de bodem bevroren of droog is en de boom daardoor beperkt of helemaal geen water kan opnemen. 

## Lijst van in Nederland en België voorkomende loofbomen
| soorten of geslacht   | botanische naam         | orde         |
| --------------------- | ----------------------- | ------------ |
| Amerikaanse amberboom | Liquidambar styraciflua | Cornales     |
| wilde appel           | Malus sylvestris        | Rosales      |
| ruwe berk             | Betula pendula          | Fagales      |
| zachte berk           | Betula pubescens        | Fagales      |
| beuk                  | Fagus sylvatica         | Fagales      |
| Amerikaanse eik       | Quercus rubra           | Fagales      |
| zomereik              | Quercus robur           | Fagales      |
| inlandse eik          | Quercus robur           | Fagales      |
| wintereik             | Quercus petraea         | Fagales      |
| moseik                | Quercus cerris          | Fagales      |
| moeraseik             | Quercus palustris       | Fagales      |
| zwarte els            | Alnus glutinosa         | Fagales      |
| witte els             | Alnus incana            | Fagales      |
| grauwe els            | Alnus incana            | Fagales      |
| grijze els            | Alnus incana            | Fagales      |
| es                    | Fraxinus excelsior      | Lamiales     |
| gewone esdoorn        | Acer pseudoplatanus     | Sapindales   |
| Spaanse aak           | Acer campestre          | Sapindales   |
| gewone vogelkers      | Prunus padus            | Rosales      |
| goudenregen           | Laburnum anagyroides    | Fabales      |
| haagbeuk              | Carpinus betulus        | Fagales      |
| honingboom            | Styphnolobium japonicum | Fabales      |
| honingboom            | Sophora japonica        | Fabales      |
| hulst                 | Ilex aquifolium         | Aquifoliales |
| iepen                 | Ulmus spp.              | Rosales      |
| tamme kastanje        | Castanea sativa         | Fagales      |
| krentenboompjes       | Amelanchier spp.        | Rosales      |
| wilde lijsterbes      | Sorbus aucuparia        | Rosales      |
| lindes                | Tilia spp.              | Malvales     |
| Magnolia's            | Magnolia spp.           | Magnoliales  |
| eenstijlige meidoorn  | Crataegus monogyna      | Rosales      |
| tweestijlige meidoorn | Crataegus laevigata     | Rosales      |
| witte paardenkastanje | Aesculus hippocastanum  | Sapindales   |
| platanen              | Platanus spp.           | Proteales    |
| populieren            | Populus spp.            | Malpighiales |
| acacia                | Robinia pseudoacacia    | Fabales      |
| robinia               | Robinia pseudoacacia    | Fabales      |
| trompetboom           | Catalpa                 | Lamiales     |
| tulpenboom            | Liriodendron spp.       | Magnoliales  |
| vaantjesboom          | Davidia involucrata     | Cornales     |
| valse christusdoorn   | Gleditsia triacanthos   | Fabales      |
| vleugelnoten          | Pterocarya spp.         | Fagales      |
| walnoot               | Juglans regia           | Fagales      |
| wilgen                | Salix spp.              | Malpighiales |